# Elisabeth Freeman
Elisabeth Freeman, née en 1876, est une suffragette et militante des droits civils américaine . Elle est connue pour son rapport sur le lynchage de Jesse Washington pour la National Association for the Advancement of Colored People et pour sa participation à la marche pour le droit de vote des femmes (Suffrage Hike), entre New York et Washington, en 1913.

## Biographie
Elisabeth Freeman est née en Angleterre en 1876. Sa mère, Mary Hall Freeman, l'élève seule. Elle s'installe, avec sa mère et ses deux frère et sœur à Long Island, État de New York aux États-Unis. Sa mère travaille pour un orphelinat. Ayant grandi dans la pauvreté, Elisabeth Freeman n'a pas reçu d'éducation poussée et a seulement trouvé des activités pour l'Armée du salut. Après avoir déménagé à Londres, elle aide une femme battue par un policier. Elles furent toutes les deux arrêtées.
Cette femme l'attire dans un mouvement de droit de vote des femmes, dans lequel elle apprend l'art de faire campagne, tenir des discours en public, communiquer avec les médias et recruter. Après avoir développé ses talents à Londres, elle retourne aux États-Unis, où elle travaille pour le droit de vote des femmes.
En 1913, elle prend part au Suffrage Hikes (en) pour l'investiture de Woodrow Wilson à Washington. Pour un coup de publicité à New York, elle porte un costume de gitane et conduit un chariot, peint au pochoir avec des slogans pour le vote des femmes. Elle compile également des livres sur le suffrage des femmes.
Le 16 mai 1916, tandis qu'elle travaillait pour le droit du vote des femmes au Texas, le NAACP lui pose des questions sur le lynchage de Jesse Washington. Pendant une semaine, elle communique sur ce sujet à Waco, et sa documentation sur le lynchage de W. E. B. Du Bois attire l'attention nationale sur le sujet.
Entre 1917 et 1919, elle est active pour les mouvements pacifiques, où elle fait pression sur le Congrès. Elle  continue son travail luttant pour la cause des droits civils. Toutefois, s'élever contre la politique américaine concernant la guerre lui a valu de fortes réactions.
Elle meurt en février 1942 d'une pleurésie.

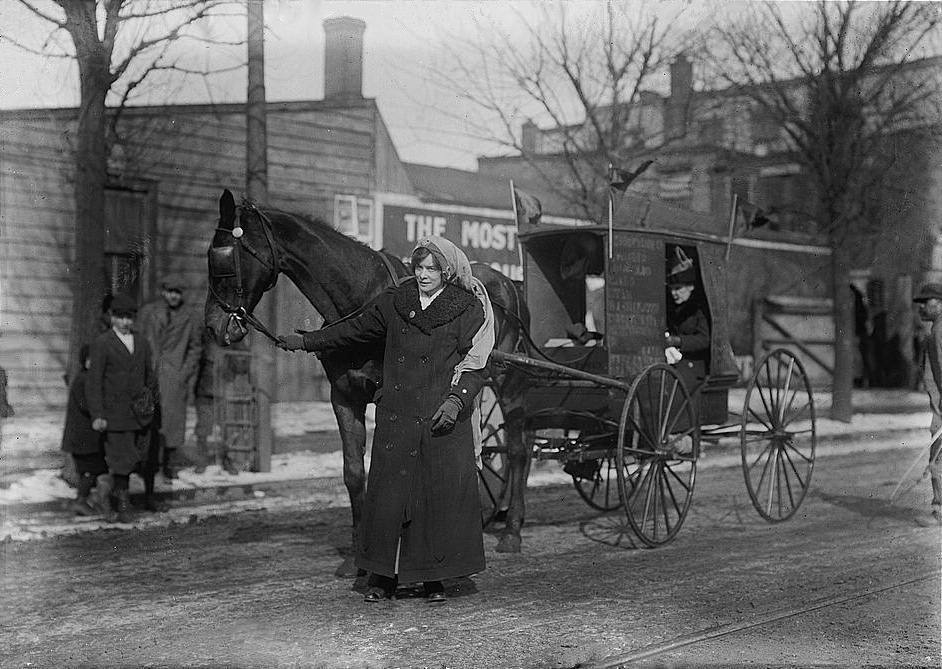
Elisabeth Freeman en 1913.
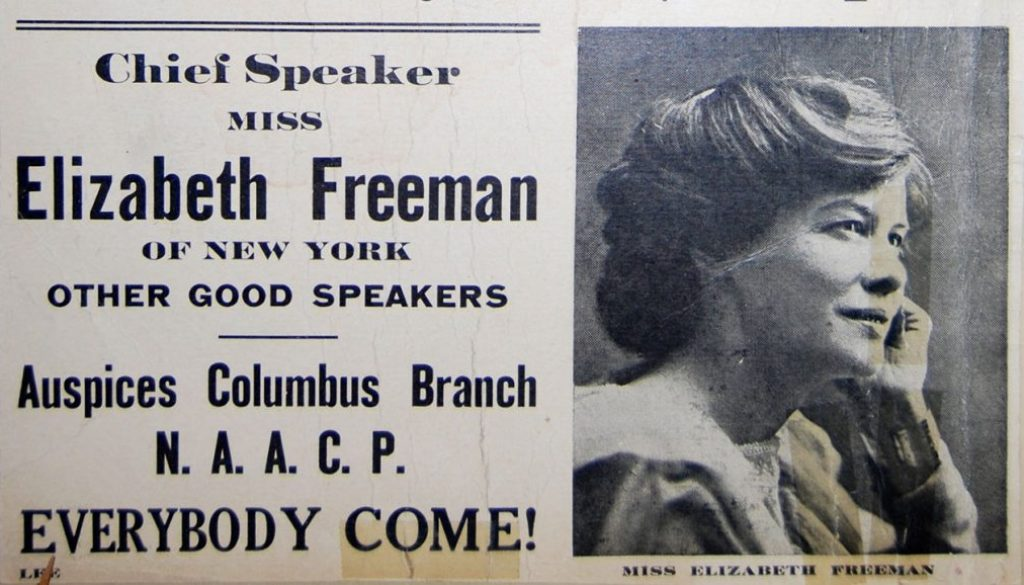
Annonce de sa participation à un évènement pour la NAACP.